# Mistrovství Československa jednotlivců na klasické ploché dráze 1970
Mistrovství Československa jednotlivců na klasické ploché dráze 1970 přineslo 1. mistrovský titul pro Jiřího Štancla.

## Legenda

### Body
- - 1. místo – 15 bodů
  - 2. místo – 12 bodů
  - 3. místo – 10 bodů
  - 4. místo – 8 bodů
  - 5. místo – 6 bodů
  - 6. místo – 5 bodů
  - 7. místo – 4 body
  - 8. místo – 3 body
  - 9. místo – 2 body
  - 10. místo – 1 bod

## Celkové výsledky
| Pořadí | Jméno             | Klub              | Body | Body celkem |
| ------ | ----------------- | ----------------- | ---- | ----------- |
| 1.     | Jiří Štancl       | Rudá hvězda Praha |      | 60          |
| 2.     | Václav Verner     | Rudá hvězda Praha |      | 51          |
| 3.     | Jan Holub         | Slaný             |      | 42          |
| 4.     | Zdeněk Majstr     | Slaný             |      | 39,5        |
| 5.     | Miloslav Verner   | Slaný             |      | 33          |
| 6.     | Antonín Šváb      | Rudá hvězda Praha |      | 28          |
| 7.     | Jaroslav Volf II  | Ústí nad Labem    |      | 18,5        |
| 8.     | Jan Klokočka      | Slaný             |      | 16,5        |
| 9.     | František Ledecký | Rudá hvězda Praha |      | 13          |
| 10.    | Milan Špinka      | Rudá hvězda Praha |      | 8           |
| 11.    | Karel Průša       | Ústí nad Labem    |      | 8           |
| 12.    | Stanislav Kubíček | Slaný             |      | 6           |
| 13.    | Josef Lid         | Rudá hvězda Praha |      | 5,5         |
| 14.    | Zbyněk Novotný    |                   |      | 4,5         |
| 15.    | Václav Beer       | Slaný             |      | 4           |
| 16.    | Pavel Busta       | Rudá hvězda Praha |      | 1           |
| 17.    | Jiří Moravec      | Ústí nad Labem    |      | 1           |
| 18.    | Antonín Kasper    | Praha             |      | 0           |
| 19.    | Miroslav Šmíd     | Plzeň             |      | 0           |